# کلاوه‌حیدرخان
کلاوه‌حیدرخان، روستایی از توابع بخش مرکزی شهرستان روانسر در استان کرمانشاه ایران است. کشاورزی در کلاوه رونق زیادی دارد

## جمعیت
این روستا در دهستان زالوآب قرار دارد و براساس سرشماری مرکز آمار ایران در سال ۱۳۸۵، جمعیت آن ۱۷۹ نفر (۳۴خانوار) بوده‌است.